# Resolució 479 del Consell de Seguretat de les Nacions Unides
La Resolució 479 del Consell de Seguretat de les Nacions Unides, fou aprovada per unanimitat el 28 de setembre de 1980, després de recordar als Estats membres contra l'ús de les amenaces i la força en les seves relacions internacionals, el Consell va convidar a l'Iran i l'Iraq a que cessessin immediatament altres usos de la força i que resolguessin la seva disputa a través de negociacions.
La resolució va demanar a ambdós països que acceptessin qualsevol oferta adequada de mediació, mentre que demana als altres estats membres que s'abstinguin de causar actes que puguin provocar una major escalada de tensions a la regió.
El Consell va elogiar el treball del Secretari General del Secretari General de les Nacions Unides sobre el tema i li va demanar que informés al Consell de Seguretat en un termini de 48 hores.